# شماس

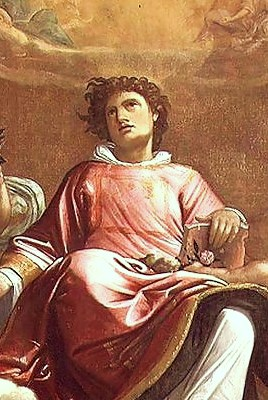
سنت استفان، یکی از هفت دیکون اول در کلیسای مسیحی. وی یک کتاب انجیل در دست دارد، نقاشی متعلق به سال ۱۶۰۱

شَمّاس در مسیحیت از خادمان و آغازگر سلسله‌مراتب روحانیت در کلیساست. شمّاس در مراسم دعا و نماز تنها اجازهٔ تلاوت رساله‌ها را دارد مگر اینکه شمّاس انجیلی شده باشد. مقام‌های شمّاس خود به سه رتبه تقسیم می‌شود: شمّاس دربان، شمّاس یاور، شمّاس انجیلی (شمّاسی که اجازهٔ تلاوت کتابِ مقدّس (عهد قدیم و عهد جدید) و جاری کردن عقد ازدواج و همچنین اجرای غسل تعمید را داراست) . شمّاس انجیلی پس از شش ماه که از خدمت روحانیش گذشت، خودبه‌خود کشیش خواهد شد.
مقام‌های کلیسایی از شمّاس آغاز شده و به ترتیب به کشیش، خوری (سرپرست کشیشان)، اسقف، سراسقف، کاردینال و بالاترین درجه یعنی پاپ می‌رسد.
شمّاس واژه‌ای سریانی است که در زبان‌های آرامی، آشوری، عبری و عربی نیز معنی مشترکی دارد. از آنجا که این زبان‌ها هم‌ریشه هستند، بسیاری از لغات با تغییر شکل اندکی در هرکدام از زبان‌های فوق وجود دارد. همچون کلمه «شماشا» که مشتق از شمش، شمس و یا شمّاس است که به‌معنی «خورشید» «خدمت کرد»، «آفتاب» یا «نماز گزارد» می باشد. نام انگلیسی آن (دیکن) از واژهٔ یونانی دیکونوس (διάκονος) گرفته شده‌است، که در زبان یونانی باستان استاندارد به معنی «ساقی»، «گارسون»، «وزیر» یا «پیامبر» است.
تصور بر این است که شمّاس‌ها ابتدا هفت نفر بودند برای انجام خدماتِ اولیهٔ کلیسا که مشهورترین شخص بین آنان سنت استفان بود. شرح اعمال آنان در کتاب اعمال رسولان مسیح از عهد جدید در باب ششم آمده‌است.
توضیحات مربوط به این که شمّاس باید چه ویژگی‌هایی داشته باشد در نامهٔ اول به تیموتاوس آمده است. 1 Timothy 3:8–13